# Maneb
Maneb (Kürzel für Manganethylen-1,2-bis-dithiocarbamat) ist eine chemische Verbindung aus der Gruppe der Dithiocarbamate, die als Pflanzenschutzmittel bei Pilzerkrankungen eingesetzt wird. Es liegt als gelbliches, gering wasserlösliches Pulver vor. Maneb verbleibt als Rückstand der Behandlung von landwirtschaftlich genutzten Pflanzen in Früchten und Gemüse.

## Verwendung
Maneb wird als Pflanzenschutzmittel bei Pilzerkrankungen (Fungizid) eingesetzt.  So zum Beispiel gegen Kraut- und Braunfäule (Phytophthora) und die Dürrfleckenkrankheit (Alternaria) an Kartoffeln und Tomaten, gegen Falschen Mehltau und Rostpilze an Zierpflanzen und gegen Blauschimmel (Peronospora tabacina) bei Tabak. Im Jahr 2007 wurden zwischen 100 und 250 t Maneb in Deutschland eingesetzt, 2011 sank die eingesetzte Menge auf 25–100 t.

## Zulassung
Maneb ist in Deutschland, Österreich und der Schweiz nicht mehr zugelassen oder im Handel.

## Sicherheitshinweise
Maneb ist praktisch ungiftig, aber möglicherweise fruchtschädigend, kann also das Kind im Mutterleib schädigen.